# BSG Empor Sosa
Die BSG Empor Sosa war eine Betriebssportgemeinschaft, welche zwischen 1945 und 1989 unter verschiedenen Namen bestand. Nach der politischen Wende gründeten die Mitglieder der BSG den Sportverein 1899 Sosa. Bekanntheit erlangte die BSG – unter dem Namen SG Sosa –, als die Fußballabteilung für eine Saison in der DDR-Liga spielte.

## Geschichte

Historisches Logo der BSG Empor Sosa

Die BSG Empor Sosa wurde im Jahr 1945 als Sportgruppe Sosa gegründet. Sie bestand zum Großteil aus ehemaligen Spielern des FC Sportriege Sosa und der Sportfreunde Sosa. Erstmals im Jahr 1948 erlangte der Verein den Status einer Betriebssportgemeinschaft und trug nun den Namen BSG Torpedo Sosa. Im Jahr 1951 wurde der Name in BSG Fortuna Sosa geändert. Als Trägerbetrieb fungierte anfangs die SDAG Wismut. Nach dem Ausstieg der Wismut im Abbaugebiet Johanngeorgenstadt trat die Gemeinschaft unter der Bezeichnung ISG Sosa, später lediglich als SG Sosa auf.
Die Fußballmannschaft der Erzgebirger spielte bis Mitte der 1970er-Jahre stets unterklassig. Erst 1975 gelang der SG Sosa der erstmalige Aufstieg in die drittklassige Bezirksliga Karl-Marx-Stadt. Dort konnte sich die SG Sosa auf Anhieb im gesicherten Mittelfeld etablieren. Die damals ohne Trägerbetrieb existierende Sportgemeinschaft hielt mit den Aufstiegskandidaten Motor „Fritz Heckert“ Karl-Marx-Stadt, Ascota Karl-Marx-Stadt, Aufbau Krumhermersdorf und Motor Zschopau erstaunlich gut mit. Im Jahr 1979 gelang der größte Erfolg der Vereinsgeschichte, als SG Sosa stieg die Fußballmannschaft in zweitklassige DDR-Liga auf.
In der Saison 1979/80 wurde die Mannschaft aus Sosa in die Staffel D einsortiert und konnte in der Saison nur drei Spiele gewinnen. Am Saisonende mussten sie gemeinsam mit der SG Dynamo Lübben und der BSG Aktivist Brieske-Senftenberg aus der DDR-Liga absteigen. In der Folgezeit scheiterte der direkte Wiederaufstieg der Erzgebirger an der Ascota und Vorwärts Plauen nur knapp. Als DDR-Ligist qualifizierte sich Sosa für den FDGB-Pokal 1980/81. In der ersten Hauptrunde traf die Mannschaft auf die BSG Fortschritt Weida und schied durch die 0:1-Niederlage aus dem  DGB-Pokal aus.
Im Jahr 1981 erlangte der Verein aus Sosa erneut den Status einer Betriebssportgemeinschaft, weil der Konsumverband der neue Trägerbetrieb der SG Sosa, die sich daraufhin wie alle Betriebssportgemeinschaften der zentralen Sportvereinigung Handel und Nahrungsgüterwirtschaft in BSG Empor umbenannte, wurde. Als Bezirkspokalsieger qualifizierte sich die BSG für den FDGB-Pokal 1984/85 und man traf in der Ausscheidungsrunde erneut auf die BSG Fortschritt Weida. Durch die 2:4-Niederlage schied man aus dem Pokal-Wettbewerb aus. 1987 stieg Sosa als Vorletzter gemeinsam mit Chemie Glauchau aus der Bezirksliga ab. Im Anschluss versank die BSG in den Niederungen des sächsischen Lokalfußballs.

## Statistik
- Teilnahme DDR-Liga: 1979/80
- Ewige Tabelle der DDR-Liga: Rang 186

## Nachfolgevereine

Logo des FSV Sosa

Nach der politischen Wende von 1989 gründeten Mitglieder der BSG Empor Sosa den Sportverein 1899 Sosa. Im Jahr 1994 entschied sich die Fußballabteilung sich selbständig zu machen und gründeten mit den Fußballsportverein Sosa, kurz FSV Sosa einen neuen Verein. Seit 1995 spielt der FSV mit Ausnahme der Spielzeit 2000/01 (kurzzeitiger Aufstieg) in der Kreisliga A Erzgebirge West.